# فصل ششم منشور ملل متحد
فصل ششم منشور ملل متحد (انگلیسی: Chapter VI of the United Nations Charter) به حل و فصل مسالمت آمیز اختلافات می‌پردازد. کشورهایی که دارای اختلافاتی هستند که می‌تواند منجر به جنگ شود، نخست از همه تلاش می‌کنند از طریق روشهای مسالمت آمیز از جمله "مذاکره، تحقیق، میانجیگری، مصالحه، داوری، حل و فصل قضایی، توسل به آژانس‌های منطقه ای یا سایر راه‌های مسالمت آمیز به دنبال راه حل باشند.
فصل ششم منشور از مادهٔ ۳۸–۲۳ و هم‌چنین مادهٔ ۱۱ و ۹۹ آن حاوی مقرراتی است که شورا می‌تواند در خصوص حل وفصل اختلافات یا وضعیتی که صلح جهانی را تهدید می‌کند به طرفین توصیه نماید. در ابتدا هر وضعیتی که صلح جهانی را به مخاطره بیندازد باید از طرق مسالمت‌آمیز (مذاکره، میانجی‌گری، سازش، داوری بین‌المللی، رسیدگی قضایی)، فرستادن نمایندگان ویژه یا واگذاری آن به دبیرکل یا رکن فرعی دیگر از طرف شورا، حل و فصل گردد. شورا در این خصوص به طرفین توصیه می‌کند اما هرگز دستوری صادر نمی‌کند. شورا ممکن است در صورت افزایش تنش‌ها تصمیماتی اتخاذ نماید که جنبهٔ الزام‌آور ندارند.